# 라벤나 FC 1913
라벤나 FC 1913(Ravenna Football Club 1913 S.p.A.)는 이탈리아 에밀리아로마냐주 라벤나를 연고지로 한 축구 클럽이다.

## 선수 명단

### 현역
참고: FIFA 자격 규정에 따라 소속된 국가대표팀 국기를 표시합니다. 선수는 복수의 FIFA 비회원국 국적을 가지고 있을 수 있습니다.
| 번호 | 포지션 | 국적 | 이름 |
| ---- | ------ | ---- | ---- |

| 번호 | 포지션 | 국적 | 이름 |
| ---- | ------ | ---- | ---- |

## 역대 감독
| 감독                | 임기        |
| ------------------- | ----------- |
| 루이지 델네리       | 1991 ~ 1992 |
| 프란체스코 구이돌린 | 1992 ~ 1993 |
| 마시모 가다         | 2002 ~ 2004 |
| 안드레아 도세나     | 2021 ~ 2022 |
| 마시모 가다         | 2022 ~      |

틀:라벤나 FC 1913 감독